# Schizoprymnus granatus
Schizoprymnus granatus är en stekelart som beskrevs av Papp 1993. Schizoprymnus granatus ingår i släktet Schizoprymnus och familjen bracksteklar. Inga underarter finns listade i Catalogue of Life.